# Aljaž Struna
Aljaž Struna (Pirano, 4 agosto 1990) è un calciatore sloveno, difensore attualmente svincolato.

## Biografia
È fratello di Andraž Struna, anch'egli calciatore.

## Caratteristiche tecniche
Struna è un difensore centrale che può essere adattato anche come terzino destro o interno di centrocampo. La sua qualità migliore è la resistenza, oltre ad essere un calciatore polivalente.

## Carriera

### Club

#### Koper
Cresciuto nel Koper, inizia la carriera nella stagione 2008-2009 giocando 2 partite in campionato e una nella coppa nazionale.
Nella stagione 2009-2010 inizia a giocare da titolare, collezionando 15 presenze con un gol in campionato e sempre una nella Coppa di Slovenia.
Nella stagione 2010-2011 incrementa il numero di partite disputate, scendendo in campo in 24 occasioni con 2 gol (record personale) in campionato, 2 in Coppa di Slovenia e 2 nelle qualificazioni per la Champions League contro la Dinamo Zagabria.
La stagione 2011-2012 è quella che lo vede maggiormente impiegato da quando milita nel Koper. Totalizza 23 presenze in campionato, 2 nella coppa nazionale (con un gol all'attivo) e 2 nelle qualificazioni all'Europa League contro il Karaganda, interrompendo anzitempo la stagione per un intervento chirurgico alla caviglia.
Chiude l'esperienza in patria dimostrandosi uno dei migliori giocatori del Koper.

#### Palermo e prestiti a Varese e Carpi
Il 21 maggio 2012 viene ufficializzato il suo passaggio alla squadra italiana del Palermo, con cui firma un contratto quadriennale. Arriva in Sicilia anche grazie all'intervento del suo procuratore Amir Ružnič, ex calciatore, che nelle sessioni di calciomercato passate aveva portato altri calciatori sloveni alla società rosanero.
Il 4 luglio seguente l'affare viene ufficializzato anche dal Palermo e contestualmente passa in prestito con opzione sulla compartecipazione al Varese, in Serie B.
Dopo aver cominciato la stagione con un infortunio dovuto a una frattura al quinto metatarso del piede, ha esordito con la maglia biancorossa il 6 ottobre 2012 in Varese-Empoli (2-2). Subisce quindi una ricaduta, recuperando in vista del girone di ritorno, rimettendo piede in campo il 9 febbraio 2013 in Bari-Varese (0-1). Completa la stagione con altre 7 presenze stagionali, 6 delle quali da titolare.
Esordisce in maglia rosanero il 31 agosto 2013 nella partita della seconda giornata di Serie B 2013-2014 persa per 2-1 contro l'Empoli, entrando in campo al 32' al posto di Kyle Lafferty per sistemare tatticamente l'assetto della squadra rimasta in dieci uomini cinque minuti prima. Il 30 ottobre si infortuna in allenamento rimediando una lesione del corno posteriore del menisco laterale del ginocchio sinistro, operandosi il 5 novembre. Non inserito nella lista dei diciotto over-23 disponibili per il girone di ritorno del campionato, conclusosi con la promozione della squadra (con annessa vittoria del campionato) con cinque giornate d'anticipo, la sua stagione si chiude quindi con quell'unica presenza.
Il 29 agosto 2014 passa in prestito al Carpi, in Serie B. Il 16 marzo 2015 prolunga fino al 2019 il contratto con il Palermo. Con la squadra emiliana Struna ottiene un'altra promozione in Serie A e vince il suo secondo campionato cadetto consecutivo, questa volta giocando da titolare: lo sloveno raccoglie 34 presenze e 1 gol nella vittoria per 4-0 contro il Perugia.  Rientrato dal prestito al Carpi, esordisce in Serie A giocando da titolare in Udinese-Palermo (conclusasi sullo 0-1), venendo espulso per doppia ammonizione dopo 70 minuti di gioco. Segna il suo primo gol in Serie A al 76º minuto della partita del 34º turno tra Palermo e Atalanta, terminata 2-2.
Il 31 agosto 2016 fa ritorno al Carpi, trasferendosi con la formula del prestito con obbligo di riscatto in caso di promozione della squadra emiliana in Serie A.
In seguito alla mancata promozione in Serie A del Carpi, sconfitto in finale play-off dal Benevento, rientra al Palermo ed è tra i titolari nel successivo campionato di Serie B, schierato il più delle volte nel ruolo di regista difensivo. Rimane in rosanero fino a metà della successiva stagione, lasciando la squadra dopo 5 presenze e 1 rete, e dopo un totale di 67 presenze e 2 gol in tutte le competizioni.

#### Houston Dynamo e Montréal
Il 24 dicembre 2018 viene ufficializzato il suo trasferimento a titolo definitivo allo Houston Dynamo in Major League Soccer.
Il 19 gennaio 2021 passa al CF Montréal. Con la squadra canadese gioca 19 partite e realizza una rete tra campionato e coppa. Il 1º gennaio 2022 rimane svincolato.

#### Ritorno in Italia al Perugia e Triestina
Il 3 novembre 2022, dopo 11 mesi trascorsi da svincolato, viene ingaggiato dal Perugia, militante in Serie B.
Il 20 luglio 2023 si trasferisce alla Triestina. Il 31 gennaio 2025 si svincola dalla società giuliana.

### Nazionale
Nel 2008-2009 gioca 4 partite con la Slovenia Under-19.
Nel 2009 esordisce nell'Under-21, globalizzando 12 presenze.
Il 23 marzo 2016 fa il suo esordio ufficiale con la nazionale maggiore, in amichevole contro la Macedonia del Nord. Il 7 settembre 2019, nella partita vinta a Lubiana per 2-0 contro la Polonia (valida per le qualificazioni all'Europeo del 2020), Struna segna il suo primo gol con la Slovenia.

## Statistiche

### Presenze e reti nei club
Statistiche aggiornate al 31 gennaio 2025.
| Stagione              | Squadra               | Campionato            | Campionato | Campionato | Coppe nazionali | Coppe nazionali | Coppe nazionali | Coppe continentali | Coppe continentali | Coppe continentali | Altre coppe | Altre coppe | Altre coppe | Totale | Totale |
| Stagione              | Squadra               | Comp                  | Pres       | Reti       | Comp            | Pres            | Reti            | Comp               | Pres               | Reti               | Comp        | Pres        | Reti        | Pres   | Reti   |
| --------------------- | --------------------- | --------------------- | ---------- | ---------- | --------------- | --------------- | --------------- | ------------------ | ------------------ | ------------------ | ----------- | ----------- | ----------- | ------ | ------ |
| 2008-2009             | Koper                 | PL                    | 2          | 0          | CS              | 1               | 0               | -                  | -                  | -                  | -           | -           | -           | 2      | 0      |
| 2009-2010             | Koper                 | PL                    | 15         | 1          | CS              | 1               | 0               | -                  | -                  | -                  | -           | -           | -           | 16     | 1      |
| 2010-2011             | Koper                 | PL                    | 24         | 2          | CS              | 2               | 0               | UCL                | 2                  | 0                  | SS          | 0           | 0           | 28     | 2      |
| 2011-2012             | Koper                 | PL                    | 23         | 0          | CS              | 2               | 1               | UEL                | 2                  | 0                  | -           | -           | -           | 27     | 1      |
| Totale Koper          | Totale Koper          | Totale Koper          | 64         | 3          |                 | 6               | 1               |                    | 4                  | 0                  |             | 0           | 0           | 74     | 4      |
| 2012-2013             | Varese                | B                     | 9          | 0          | CI              | 0               | 0               | -                  | -                  | -                  | -           | -           | -           | 9      | 0      |
| 2013-2014             | Palermo               | B                     | 1          | 0          | CI              | 0               | 0               | -                  | -                  | -                  | -           | -           | -           | 1      | 0      |
| 2014-2015             | Carpi                 | B                     | 34         | 1          | CI              | -               | -               | -                  | -                  | -                  | -           | -           | -           | 34     | 1      |
| 2015-2016             | Palermo               | A                     | 22         | 1          | CI              | 0               | 0               | -                  | -                  | -                  | -           | -           | -           | 22     | 1      |
| ago. 2016             | Palermo               | A                     | 0          | 0          | CI              | 0               | 0               | -                  | -                  | -                  | -           | -           | -           | 0      | 0      |
| Totale Palermo        | Totale Palermo        | Totale Palermo        | 23         | 1          |                 | 0               | 0               |                    | -                  | -                  |             | -           | -           | 23     | 1      |
| ago. 2016-2017        | Carpi                 | B                     | 30+4       | 1          | CI              | -               | -               | -                  | -                  | -                  | -           | -           | -           | 34     | 1      |
| Totale Carpi          | Totale Carpi          | Totale Carpi          | 64+4       | 2          |                 | -               | -               |                    | -                  | -                  |             | -           | -           | 68     | 2      |
| 2017-2018             | Palermo               | B                     | 37         | 0          | CI              | 2               | 0               | -                  | -                  | -                  | -           | -           | -           | 39     | 0      |
| ago.-dic. 2018        | Palermo               | B                     | 5          | 1          | CI              | 0               | 0               | -                  | -                  | -                  | -           | -           | -           | 5      | 1      |
| Totale Palermo        | Totale Palermo        | Totale Palermo        | 65         | 2          |                 | 2               | 0               |                    | -                  | -                  |             | -           | -           | 67     | 2      |
| 2019                  | Houston Dynamo        | MLS                   | 29         | 0          | USOC            | 0               | 0               | CCL                | 3                  | 0                  | -           | -           | -           | 32     | 0      |
| 2020                  | Houston Dynamo        | MLS                   | 17         | 0          |                 | -               | -               |                    | -                  | -                  | -           | -           | -           | 17     | 0      |
| Totale Houston Dynamo | Totale Houston Dynamo | Totale Houston Dynamo | 46         | 0          |                 | 0               | 0               |                    | 3                  | 0                  |             | -           | -           | 49     | 0      |
| 2021                  | CF Montréal           | MLS                   | 18         | 1          | CC              | 1               | 0               | -                  | -                  | -                  | -           | -           | -           | 19     | 1      |
| nov. 2022-2023        | Perugia               | B                     | 14         | 0          | CI              | -               | -               | -                  | -                  | -                  | -           | -           | -           | 14     | 0      |
| 2023-2024             | Triestina             | C                     | 21+2       | 1          | CI-C            | 0               | 0               | -                  | -                  | -                  | -           | -           | -           | 23     | 1      |
| 2024-gen. 2025        | Triestina             | C                     | 13         | 1          | CI-C            | 1               | 0               | -                  | -                  | -                  | -           | -           | -           | 14     | 1      |
| Totale Triestina      | Totale Triestina      | Totale Triestina      | 44+2       | 1          |                 | 1               | 0               |                    | -                  | -                  |             | -           | -           | 47     | 1      |
| Totale carriera       | Totale carriera       | Totale carriera       | 320        | 10         |                 | 11              | 1               |                    | 7                  | 0                  |             | 0           | 0           | 338    | 11     |

### Cronologia presenze e reti in nazionale
| Cronologia completa delle presenze e delle reti in nazionale ― Slovenia | Cronologia completa delle presenze e delle reti in nazionale ― Slovenia | Cronologia completa delle presenze e delle reti in nazionale ― Slovenia | Cronologia completa delle presenze e delle reti in nazionale ― Slovenia | Cronologia completa delle presenze e delle reti in nazionale ― Slovenia | Cronologia completa delle presenze e delle reti in nazionale ― Slovenia | Cronologia completa delle presenze e delle reti in nazionale ― Slovenia | Cronologia completa delle presenze e delle reti in nazionale ― Slovenia |
| Data                                                                    | Città                                                                   | In casa                                                                 | Risultato                                                               | Ospiti                                                                  | Competizione                                                            | Reti                                                                    | Note                                                                    |
| ----------------------------------------------------------------------- | ----------------------------------------------------------------------- | ----------------------------------------------------------------------- | ----------------------------------------------------------------------- | ----------------------------------------------------------------------- | ----------------------------------------------------------------------- | ----------------------------------------------------------------------- | ----------------------------------------------------------------------- |
| 23-3-2016                                                               | Capodistria                                                             | Slovenia                                                                | 1 – 0                                                                   | Macedonia                                                               | Amichevole                                                              | -                                                                       | 24’ 46’                                                                 |
| 28-3-2016                                                               | Belfast                                                                 | Irlanda del Nord                                                        | 1 – 0                                                                   | Slovenia                                                                | Amichevole                                                              | -                                                                       | 80’                                                                     |
| 30-5-2016                                                               | Malmö                                                                   | Svezia                                                                  | 0 – 0                                                                   | Slovenia                                                                | Amichevole                                                              | -                                                                       |                                                                         |
| 5-6-2016                                                                | Lubiana                                                                 | Slovenia                                                                | 0 – 1                                                                   | Turchia                                                                 | Amichevole                                                              | -                                                                       | 73’                                                                     |
| 8-10-2016                                                               | Lubiana                                                                 | Slovenia                                                                | 1 – 0                                                                   | Slovacchia                                                              | Qual. Mondiali 2018                                                     | -                                                                       | 80’                                                                     |
| 11-10-2016                                                              | Lubiana                                                                 | Slovenia                                                                | 0 – 0                                                                   | Inghilterra                                                             | Qual. Mondiali 2018                                                     | -                                                                       | 89’                                                                     |
| 26-3-2017                                                               | Glasgow                                                                 | Scozia                                                                  | 1 – 0                                                                   | Slovenia                                                                | Qual. Mondiali 2018                                                     | -                                                                       |                                                                         |
| 5-10-2017                                                               | Londra                                                                  | Inghilterra                                                             | 1 – 0                                                                   | Slovenia                                                                | Qual. Mondiali 2018                                                     | -                                                                       | 87’                                                                     |
| 8-10-2017                                                               | Lubiana                                                                 | Slovenia                                                                | 2 – 2                                                                   | Scozia                                                                  | Qual. Mondiali 2018                                                     | -                                                                       | 46’                                                                     |
| 23-3-2018                                                               | Klagenfurt                                                              | Austria                                                                 | 3 – 0                                                                   | Slovenia                                                                | Amichevole                                                              | -                                                                       |                                                                         |
| 6-9-2018                                                                | Lubiana                                                                 | Slovenia                                                                | 1 – 2                                                                   | Bulgaria                                                                | UEFA Nations League 2018-2019 - 1º turno                                | -                                                                       |                                                                         |
| 16-11-2018                                                              | Lubiana                                                                 | Slovenia                                                                | 1 – 1                                                                   | Norvegia                                                                | UEFA Nations League 2018-2019 - 1º turno                                | -                                                                       |                                                                         |
| 21-3-2019                                                               | Haifa                                                                   | Israele                                                                 | 1 – 1                                                                   | Slovenia                                                                | Qual. Euro 2020                                                         | -                                                                       |                                                                         |
| 24-3-2019                                                               | Lubiana                                                                 | Slovenia                                                                | 1 – 1                                                                   | Macedonia del Nord                                                      | Qual. Euro 2020                                                         | -                                                                       |                                                                         |
| 7-6-2019                                                                | Vienna                                                                  | Austria                                                                 | 1 – 0                                                                   | Slovenia                                                                | Qual. Euro 2020                                                         | -                                                                       |                                                                         |
| 10-6-2019                                                               | Riga                                                                    | Lettonia                                                                | 0 – 5                                                                   | Slovenia                                                                | Qual. Euro 2020                                                         | -                                                                       |                                                                         |
| 6-9-2019                                                                | Lubiana                                                                 | Slovenia                                                                | 2 – 0                                                                   | Polonia                                                                 | Qual. Euro 2020                                                         | 1                                                                       | 4’                                                                      |
| 9-9-2019                                                                | Lubiana                                                                 | Slovenia                                                                | 3 – 2                                                                   | Israele                                                                 | Qual. Euro 2020                                                         | -                                                                       | 54’                                                                     |
| 10-10-2019                                                              | Skopje                                                                  | Macedonia del Nord                                                      | 2 – 1                                                                   | Slovenia                                                                | Qual. Euro 2020                                                         | -                                                                       |                                                                         |
| 13-10-2019                                                              | Lubiana                                                                 | Slovenia                                                                | 0 – 1                                                                   | Austria                                                                 | Qual. Euro 2020                                                         | -                                                                       | 16’                                                                     |
| 16-11-2019                                                              | Lubiana                                                                 | Slovenia                                                                | 1 – 0                                                                   | Lettonia                                                                | Qual. Euro 2020                                                         | -                                                                       | 14’                                                                     |
| Totale                                                                  |                                                                         | Presenze                                                                | 21                                                                      |                                                                         | Reti                                                                    | 1                                                                       |                                                                         |

| Cronologia completa delle presenze e delle reti in nazionale ― Slovenia under 21 | Cronologia completa delle presenze e delle reti in nazionale ― Slovenia under 21 | Cronologia completa delle presenze e delle reti in nazionale ― Slovenia under 21 | Cronologia completa delle presenze e delle reti in nazionale ― Slovenia under 21 | Cronologia completa delle presenze e delle reti in nazionale ― Slovenia under 21 | Cronologia completa delle presenze e delle reti in nazionale ― Slovenia under 21 | Cronologia completa delle presenze e delle reti in nazionale ― Slovenia under 21 | Cronologia completa delle presenze e delle reti in nazionale ― Slovenia under 21 |
| Data                                                                             | Città                                                                            | In casa                                                                          | Risultato                                                                        | Ospiti                                                                           | Competizione                                                                     | Reti                                                                             | Note                                                                             |
| -------------------------------------------------------------------------------- | -------------------------------------------------------------------------------- | -------------------------------------------------------------------------------- | -------------------------------------------------------------------------------- | -------------------------------------------------------------------------------- | -------------------------------------------------------------------------------- | -------------------------------------------------------------------------------- | -------------------------------------------------------------------------------- |
| 9-10-2009                                                                        | Erlangen-Eltersdorf                                                              | Germania under 21                                                                | 3 – 0                                                                            | Slovenia under 21                                                                | Amichevole                                                                       | -                                                                                |                                                                                  |
| 14-10-2009                                                                       | Celje                                                                            | Slovenia under 21                                                                | 0 – 2                                                                            | Ucraina under 21                                                                 | Qual. Europeo Under-21 2011                                                      | -                                                                                |                                                                                  |
| 13-11-2009                                                                       | Nova Gorica                                                                      | Slovenia under 21                                                                | 1 – 0                                                                            | Malta under 21                                                                   | Qual. Europeo Under-21 2011                                                      | -                                                                                |                                                                                  |
| 17-11-2009                                                                       | Reims                                                                            | Francia under 21                                                                 | 1 – 0                                                                            | Slovenia under 21                                                                | Qual. Europeo Under-21 2011                                                      | -                                                                                |                                                                                  |
| 7-9-2010                                                                         | Kiev                                                                             | Ucraina under 21                                                                 | 0 – 0                                                                            | Slovenia under 21                                                                | Qual. Europeo Under-21 2011                                                      | -                                                                                |                                                                                  |
| 10-8-2010                                                                        | Celje                                                                            | Slovenia under 21                                                                | 5 – 1                                                                            | Macedonia del Nord under 21                                                      | Amichevole                                                                       | -                                                                                |                                                                                  |
| 12-10-2010                                                                       | [[\|Aljaž Struna]]                                                               | Slovenia under 21                                                                | 1 – 0                                                                            | Ungheria under 21                                                                | Amichevole                                                                       | -                                                                                |                                                                                  |
| 16-11-2010                                                                       | Zaprešić                                                                         | Croazia under 21                                                                 | 2 – 1                                                                            | Slovenia under 21                                                                | Amichevole                                                                       | -                                                                                |                                                                                  |
| 25-3-2011                                                                        | Skopje                                                                           | Macedonia under 21                                                               | 1 – 0                                                                            | Slovenia under 21                                                                | Amichevole                                                                       | -                                                                                |                                                                                  |
| 10-8-2011                                                                        | Pori                                                                             | Finlandia under 21                                                               | 1 – 0                                                                            | Slovenia under 21                                                                | Qual. Europeo Under-21 2013                                                      | -                                                                                |                                                                                  |
| 10-11-2011                                                                       | Nova Gorica                                                                      | Slovenia under 21                                                                | 2 – 0                                                                            | Lituania under 21                                                                | Qual. Europeo Under-21 2013                                                      | -                                                                                |                                                                                  |
| 20-2-2012                                                                        | Nova Gorica                                                                      | Slovenia under 21                                                                | 2 – 2                                                                            | Norvegia under 21                                                                | Amichevole                                                                       | -                                                                                |                                                                                  |
| Totale                                                                           |                                                                                  | Presenze                                                                         | 12                                                                               |                                                                                  | Reti                                                                             | 0                                                                                |                                                                                  |

## Palmarès

### Club
- Campionato sloveno: 1

Koper: 2009-2010
- Supercoppa di Slovenia: 1

Koper: 2010
- Campionato italiano di Serie B: 2

Palermo: 2013-2014
Carpi: 2014-2015
- Canadian Championship: 1

CF Montréal: 2021